# Northcore - Where the Cold Things Are
Northcore - Where the Cold Things Are är en samlingsskiva av blandade artister, utgiven 1994 på Burning Heart Records.

## Låtlista
1. Drift Apart - "Nothing"
2. Drift Apart - "Your Choice"
3. Refused - "The New Deal"
4. Refused - "Guilty"
5. Breach - "Views of Friendship"
6. Breach - "Senseless Pride"
7. Fireside - "Slack"
8. Fireside - "Drown"
9. Shredhead - "But the Stud"
10. Shredhead - Behind the Surface
11. Doughnuts - "Slave"
12. Doughnuts - "Faceless"
13. Plain - "Wipe"
14. Plain - "Be Dazzler"
15. Randy - "Nutricious Noodles"
16. Randy - "Read Between the Lines"
17. Better Change - Dehydrated
18. Better Change - Headshift
19. Abhinanda - "Spiritual Game"
20. Abhinanda - "Revolution"

### Fotnoter
1. ↑  ”Northcore”. Svensk mediedatabas. http://smdb.kb.se/catalog/id/001511134. Läst 14 april 2012.